# Oceania (single)
Oceania is de eerste single afkomstig van het album Medúlla van de IJslandse zangeres Björk en is net als de rest van het album alleen met menselijke stemklanken opgenomen (onder andere een heel koor verzorgde de achtergrondgeluiden).
Het nummer werd door Björk gezongen tijdens de opening van de Olympische Spelen in 2004. Het nummer is meer ter promotie van Medúlla dan dat het echt een opzichzelfstaande single was. Er zijn er maar weinig van uitgegeven en het behaalde in de UK Charts een 75e plek.

## Videoclip
In de videoclip van Oceania zie je Björk als een soort watergodin in het water, haar lichaam vol met parels, die haar zonen en dochters tot groeien brengt (kwalletjes, plantjes e.d.) De clip is geregisseerd door Lynn Fox.

## Betekenis
Als betekenis zegt Björk: Once we were jellyfish. (Ooit waren we kwalletjes) Hiermee bedoelt ze dus dat alles (dieren en natuur) in het water is begonnen en hier heeft ze een nummer over geschreven. Ze maakt duidelijk dat ze het een goede beslissing is geweest uit het water naar de vaste grond te gaan.
You have done good for yourselves
Since you left my wet embrace
And crawled ashore

## Uitgaven
De single is uitgaven met als B-kant nogmaals Oceania maar dit keer samen met zangeres Kelis. De single wordt eerder omschreven als promo.